# Аннетт (фільм)
«Аннетт» (англ. Annette; фр. Annette) — американський художній фільм-мюзикл французького кінорежисера Леоса Каракса, знятий у копродукції більш як п'яти країн. Фільм знятий у співпраці з американським рок-гуртом «Sparks», члени якого, Рон Мейл та Рассел Мейл, написали сценарій та пісні для фільму.
В український кінопрокат стрічка вийшла 9 вересня 2021; дистриб'ютор — Arthouse Traffic.

## Сюжет
Провокаційний стендап-комік одружується зі всесвітньо відомою співачкою-сопрано. Вони народжують дочку Анетт. Чоловік злиться, бо більше не може смішити публіку як раніше. Сподіваючись на полегшення у стосунках, сімʼя їде в морський круїз. Та пʼяний чоловік під час шторму примушує дружину танцювати з ним на палубі, і її змиває за борт. Дівчинка, яка не спала в каюті, чула їх сварку й бачить в ілюмінатор тіло матері.
Батько з немовлям рятується, а поліція визнає смерть дружини нещасним випадком. Батько помічає в доньки унікальний дар до співу й домовляється з акомпаніатором загиблої дружини щодо світового турне. Той проти експлуатації дитини, але все ж погоджується. Поки батько гуляє по клубах, він проводить час із Аннетт, навчає її співати і грати. Пʼяний батько підозрює, що акомпаніатор є біологічним батьком дівчинки й топить його в басейні.
Батько планує завершити карʼєру маленької Аннетт останнім найбільшим виступом, але перед усіма глядачами на стадіоні вона каже, що тато вбиває людей. Його судять і кидають до вʼязниці. Пізніше до нього приходить підросла Аннетт, він просить пробачення, та вона каже, що йому більше нема що любити .

## У ролях
- Адам Драйвер — Генрі (стендап-комік)
- Маріон Котіяр — Енн (співачка)
- Девін Макдауелл — Анетт
- Саймон Гелберг — диригент
- Анжель Ван Лакен

## Виробництво

### Перед-виробництво
Брати Мейл кілька років працювали над сценарієм мюзиклу і одного разу, зустрівши Каракса на Каннському кінофестивалі, розповіли йому про свій задум. Той загорівся ідеєю і вирішив поставити фільм за сценарієм музикантів.
Як і у випадку попереднього фільму Каракса «Корпорація „Святі мотори“» 2012 року, виробництво фільму затягнулося на кілька років. На стадії препродакшену повідомлялося, що в картині будуть задіяні Адам Драйвер і Руні Мара, а також співачка Ріанна в невеликому камео. Згодом, однак, Руні Мара і Ріанна вийшли з проєкту, і на головну жіночу роль була затверджена Мішель Вільямс. Зйомки фільму затягнулися, в числі іншого, і через те, що Драйвер був зайнятий у черговому епізоді «Зоряних воєн».
У березні 2017 року було оголошено, що Amazon Studios купили права на дистрибуцію фільму і що зйомки почнуться навесні того ж року. Зйомки повинні були пройти в декількох країнах, в тому числі в Лос-Анджелесі. Фільм називався в числі найбільш очікуваних прем'єр 2018 року.
Новини про продовження проєкту з'явилися тільки в травні 2019 року. Було оголошено, що зйомки почнуться в середині серпня, а продюсуванням займеться компанія CG Cinema. Крім того, стало відомо, що Вільямс покинула проєкт, а головну жіночу роль виконає Маріон Котіяр.
У 2021 році став фільмом-відкриттям Каннського кінофестивалю.

### Зйомки
Зйомки фільму розпочалися в серпні 2019 року та відбувалися в Лос-Анджелесі, Брюсселі та Брюгге, а також у різних місцях Німеччини, включаючи Мюнстер, Кельн та Бонн. Виробництво завершено в листопаді 2019 року.